# Campeonato Brasiliense 2010
In 2010 werd het 52ste Campeonato Brasiliense gespeeld voor clubs uit het Federaal District, waartoe de hoofdstad Brasilia behoort. De competitie, ook wel Candangão genaamd, werd georganiseerd door de FBF en werd gespeeld van 16 januari tot 1 mei. Ceilândia werd kampioen.

## Eerste toernooi
| Plaats | Club                  | Wed. | W | G | V | Saldo | Ptn. |
| ------ | --------------------- | ---- | - | - | - | ----- | ---- |
| 1.     | Brasiliense           | 14   | 7 | 3 | 4 | 25:14 | 24   |
| 2.     | Ceilandense           | 14   | 7 | 3 | 4 | 17:16 | 24   |
| 3.     | Ceilândia             | 14   | 6 | 4 | 4 | 16:15 | 22   |
| 4.     | Botafogo              | 14   | 5 | 6 | 3 | 18:15 | 21   |
| 5.     | Gama                  | 14   | 4 | 8 | 2 | 24:16 | 20   |
| 6.     | Brasília              | 14   | 4 | 3 | 7 | 18:24 | 15   |
| 7.     | Dom Pedro Bandeirante | 14   | 3 | 5 | 6 | 15:19 | 14   |
| 8.     | Luziânia              | 14   | 2 | 4 | 8 | 10:24 | 10   |

|  | Geplaatst voor tweede toernooi |
|  | Degradatie                     |

## Tweede toernooi
| Plaats | Club        | Wed. | W | G | V | Saldo | Ptn. |
| ------ | ----------- | ---- | - | - | - | ----- | ---- |
| 1.     | Brasiliense | 6    | 4 | 1 | 1 | 14:7  | 13   |
| 2.     | Ceilândia   | 6    | 2 | 2 | 2 | 7:7   | 8    |
| 3.     | Botafogo    | 6    | 2 | 2 | 2 | 7:12  | 8    |
| 4.     | Ceilandense | 6    | 1 | 1 | 4 | 9:11  | 4    |

|  | Finale om de titel |

### Finale
|               |                                |       |                |                                        |
| 24 april Heen | Ceilândia                      | 3 – 1 | Brasiliense    | Abadião, Ceilândia Toeschouwers: 2.046 |
| 24 april Heen | Allan Dellon 6', 51' Dimba 40' |       | 41' Thiaguinho | Abadião, Ceilândia Toeschouwers: 2.046 |

|             |                        |       |                               |                                          |
| 1 mei Terug | Brasiliense            | 2 – 2 | Ceilândia                     | Serejão, Taguatinga Toeschouwers: 11.326 |
| 1 mei Terug | Aloísio 36' Bebeto 53' |       | 69' Dimba 71' William Carioca | Serejão, Taguatinga Toeschouwers: 11.326 |

### Kampioen
| Campeonato Brasiliense de 2010 |
| Federaal District              |
| ------------------------------ |
| CEILÂNDIA Kampioen (1° titel)  |